# Nellis Range
Die Nellis Range (auch Nellis Range Complex (NRC), Nellis Air Force Range (NAFR)) ist ein militärisches Sperrgebiet im Süden Nevadas zwischen Las Vegas und dem Ort Tonopah mit einer Größe von mehr als 31.000 Quadratkilometern. Es ist an die Nellis AFB angeschlossen und Schauplatz des mehrmals jährlich stattfindenden „Red Flag“-Manövers. Das Sperrgebiet wurde nach William Harrell Nellis benannt.

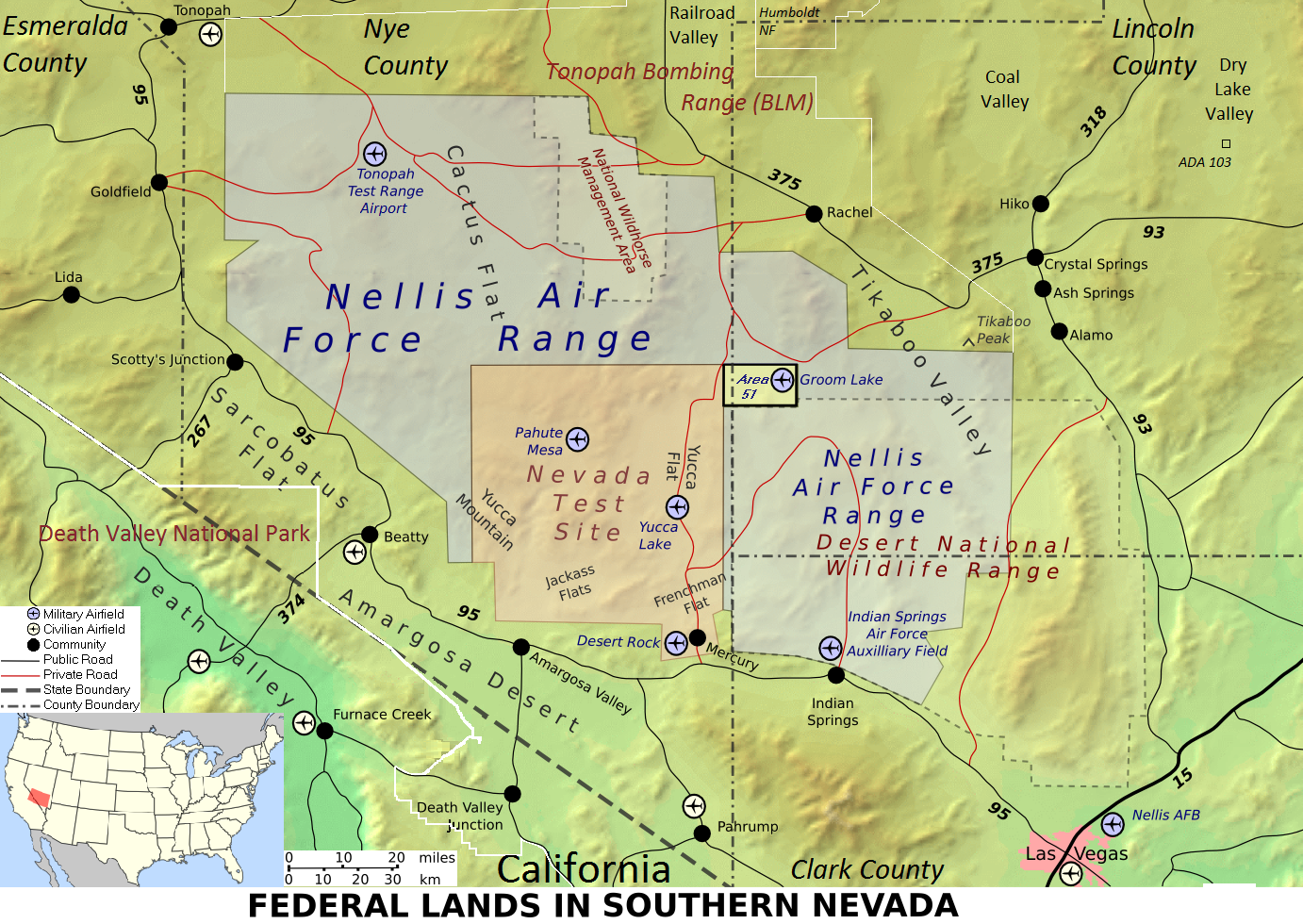
Karte der Nellis Range mit abgesperrtem Bundesland (ohne den gesperrten Luftraum im Osten)

Es ist der Standort einiger über die Staats- und Landesgrenze hinaus bekannten militärischen Installationen:
- Nevada Test Site im Südwesten, Schauplatz von 933 über- und unterirdischen Atomtests.[2]
- Tonopah Test Range sowie der Tonopah Test Range Airport im Nordwesten, Heimatbasis der 4450th Tactical Fighter Group mit ihren F-117A Stealth Fightern während der Geheimhaltungszeit
- Area 51 bzw. Groom Lake Air Force Base, einer der geheimsten Orte in der westlichen Welt und deswegen Ursprung zahlreicher Mythen wie Erzählungen von Geheimflugzeugen, UFOs und außerirdischen Lebensformen.

Es gibt verschiedene Zugangsstufen innerhalb der Nellis Range. Der östliche Teil ist lediglich für den zivilen Luftverkehr eingeschränkt. Der westliche Teil, welcher alle oben aufgeführten Installationen beherbergt und ungefähr westlich des U.S. Highway 93 sowie des Highways 375 beginnt und im Westen fast an den U.S. Highway 95 Reno-Las Vegas reicht, ist militärisches Sperrgebiet. Das Gebiet um den Groom Lake (auch als Area 51 bekannt) ist selbst für angemeldete militärische Flüge gesperrt, insbesondere auch für die Teilnehmer des Red Flag Manövers.